# El Gor
El Gor è un comune dell'Algeria, situato nella provincia di Tlemcen.